# Duca di Northumberland
Duca di Northumberland è un titolo dei Pari di Gran Bretagna. 

## Storia
In Latino, gli ealdorman dei Northumbriani venivano chiamati Dux quando erano vassalli dei Re anglo-sassoni d'Inghilterra (Wessex). I Lord di Bamburgh (padroni della Bernicia), Osulf di Bernicia (d.963) e suo figlio Waltheof di Bernicia, fondarono una vera e propria dinastia di dux dei Northumbriani. Poco dopo la Conquista normanna dell'Inghilterra, l'enorme contea fu spartita, e i loro eredi continuarono a possedere Hountingdon e Northampton nel XII secolo, venendo chiamati semplicemente conti.
Il titolo Duca di Northmberland fu creato nel 1551 per John Dudley. Il nome per il suo ducato fu scelto perché in accordo con le abitudini feudali. Egli e la sua famiglia erano visti (almeno da loro stessi) come legittimi eredi della dinastia Bamburgh, essendo diretti discendenti della figlia di Simon de St. Liz II, pro-pro-pro-pro-nipote del dux Waltheof I dei Northumberiani.
Northumberland avanzò la rivendicazione di sua nuora, Lady Giovanna Grey, al trono di Inghilterra, ma quando fu deposta da Maria I d'Inghilterra, Dudley fu condannato per alto tradimento e giustiziato. Robert Dudley, conte di Warwick, figlio illegittimo del suo figlio più giovane e unico erede vivente, Robert Dudley, I conte di Leicester, reclamò il ducato e usò il titolo nel primo XVII secolo quando erano in esilio dopo averne avuto esplicita autorizzazione da parte dell'imperatore Ferdinando II d'Asburgo sulla base di un supposto matrimonio segreto dei suoi genitori ma venendo condannato per questo (in contumacia) in Inghilterra; fu un celebre esploratore e si mise al servizio del Granducato di Toscana. George Fitzroy, un illegittimo del re Carlo II, ebbe il titolo nel 1674, ma lo estinse non avendo lasciato eredi. Il titolo fu creato per la terza volta nel 1766 per gli eredi di una famiglia totalmente differente, i precedenti conti di Northumberland, ed è rimasto da allora alla famiglia Percy. L'alloggio dei Duchi di Northumberland e l'Alnwick Castle di Alnwick nel Northumberland; la loro residenza a Londra è Syon House a Brentford.
I titoli ausiliari del Duca di Northumberland sono: Conte di Northumberland (creato nel 1749), Conte Percy (1766), Conte di Beverley (1790), Barone Warkworth (1749) e Barone Lovaine (1784). Tutti i titoli appartengono alla Nobiltà della Gran Bretagna. Il titolo di cortesia del figlio primogenito ed erede del Duca è Conte Percy.

## Duchi di Northumberland, Prima Creazione (1551)
- John Dudley, I duca di Northumberland (1502-1553) (abbandonato 1553)

## Duchi di Northumberland, Seconda Creazione (1674)
- George Fitzroy, I duca di Northumberland (1665-1716) (estinto)

## Conti di Northumberland (1749)
- Algernon Seymour, VII duca di Somerset (1684-1750)
- Hugh Percy, II conte di Northumberland (1714-1786) (divenne Duca di Northumberland nel 1766)

## Duchi di Northumberland, Terza Creazione (1766)
- Hugh Percy, I duca di Northumberland (1714-1786)
- Hugh Percy, II duca di Northumberland (1742-1817)
- Hugh Percy, III duca di Northumberland (1785-1847)
- Algernon Percy, IV duca di Northumberland (1792-1865)
- George Percy, V duca di Northumberland (1778-1867)
- Algernon George Percy, VI duca di Northumberland (1810-1899)
- Henry George Percy, VII duca di Northumberland (1846-1918)
- Alan Ian Percy, VIII duca di Northumberland (1880-1930)
- Henry George Alan Percy, IX duca di Northumberland (1912-1940)
- Hugh Algernon Percy, X duca di Northumberland (1914-1988)
- Henry Alan Walter Richard Percy, XI duca di Northumberland (1953-1995)
- Ralph George Algernon Percy, XII duca di Northumberland (n. 1956)

suo figlio ed erede: George Dominic Percy, Earl Percy (n. 4 maggio 1984)

## Nella cultura di massa
Nella sitcom britannica Blackadder, Lord Percy Percy, interpretato da Tim McInnerny, è uno dei personaggi principali delle prime due serie. In realtà si tratta di due personaggi diversi ma dalla personalità praticamente identica. Percy è il Duca di Norhumberland nella prima serie ed è erede allo stesso titolo in Blackadder II. Leale nonostante venga maltrattato per la sua goffaggine, Percy fa da spalla al protagonista della serie, Edmund Blackadder.